# Anthurium cotobrusii
Anthurium cotobrusii är en kallaväxtart som beskrevs av Thomas Bernard Croat och R.A.Baker. Anthurium cotobrusii ingår i släktet Anthurium och familjen kallaväxter. Inga underarter finns listade.